# Esso

Het logo van Esso.

Esso is een internationale merknaam van Exxon Mobil Corporation. De merknaam wordt uitgesproken als de letters S-O, en is afgeleid van de naam van de Standard Oil Company, de oliemaatschappij die in 1911 door de Amerikaanse regering werd opgebroken als resultaat van een antitrustproces.

## Geschiedenis

### Voorgeschiedenis

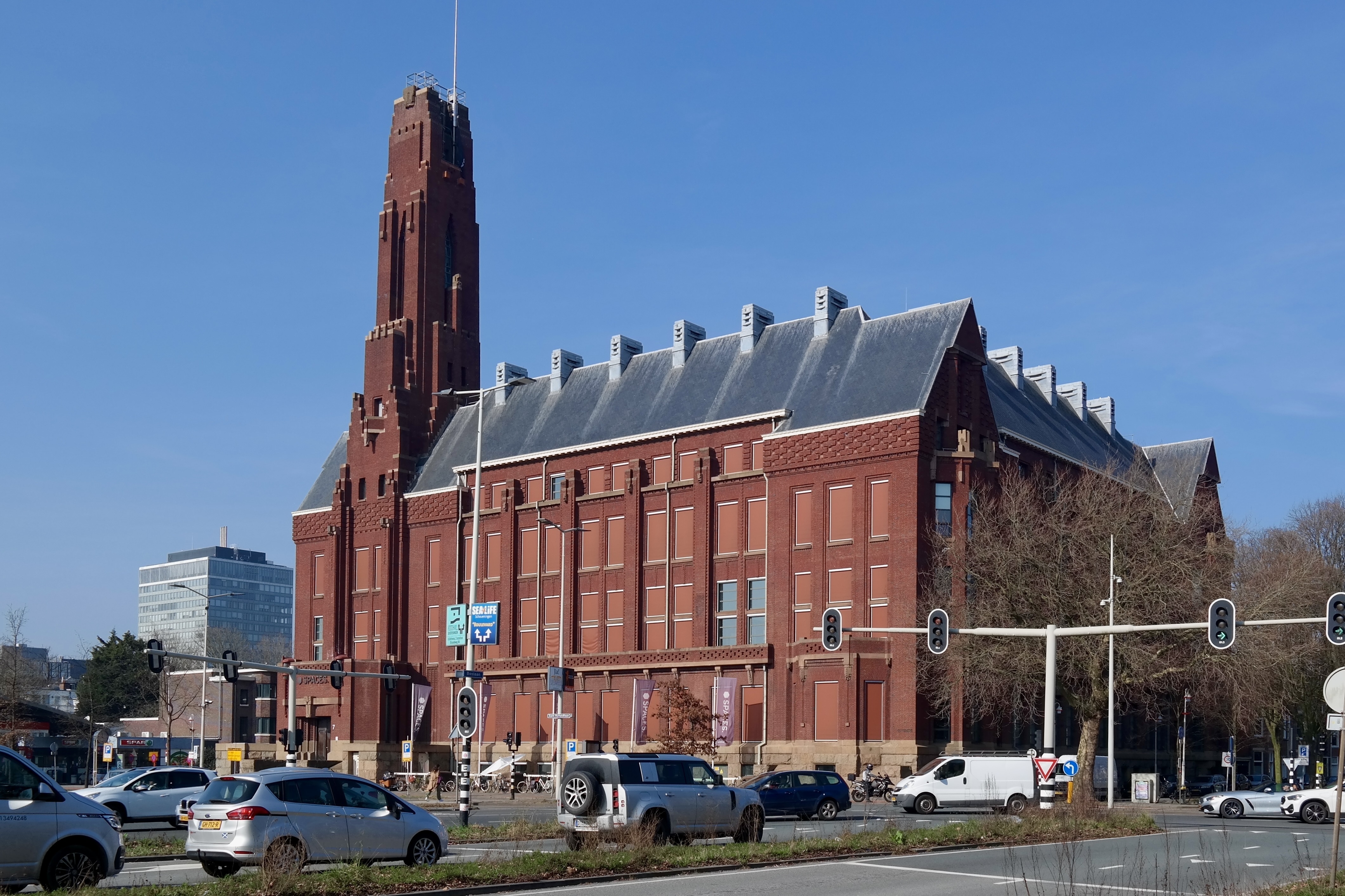
Het voormalige Esso-hoofdkantoor in Den Haag, tegenwoordig bekend als De Rode Olifant.

Exxon Mobil is een van de maatschappijen die uit het opbreken van Standard Oil is voortgekomen. Oorspronkelijk betrof dit het in New York gevestigde Standard Oil of New Jersey. Dit nam de activiteiten van de American Petroleum Company (APC) over, een maatschappij die reeds sedert 1891 actief was in de Benelux. Het Esso-merk werd in de Benelux ingevoerd op 14 november 1938 voor benzine en verving de merknaam Standard. De merknaam voor de luchtvaartbenzine, voorheen Intava, werd in 1947 omgezet in Esso Aviation. De APC-activiteiten (later SAPC) werden vanaf 1948 geheel voortgezet onder de naam Esso Nederland (in 1951) en Esso Belgium. Het Nederlandse hoofdkwartier zetelde in het Esso gebouw te Den Haag.

### Ontwikkeling in de Benelux

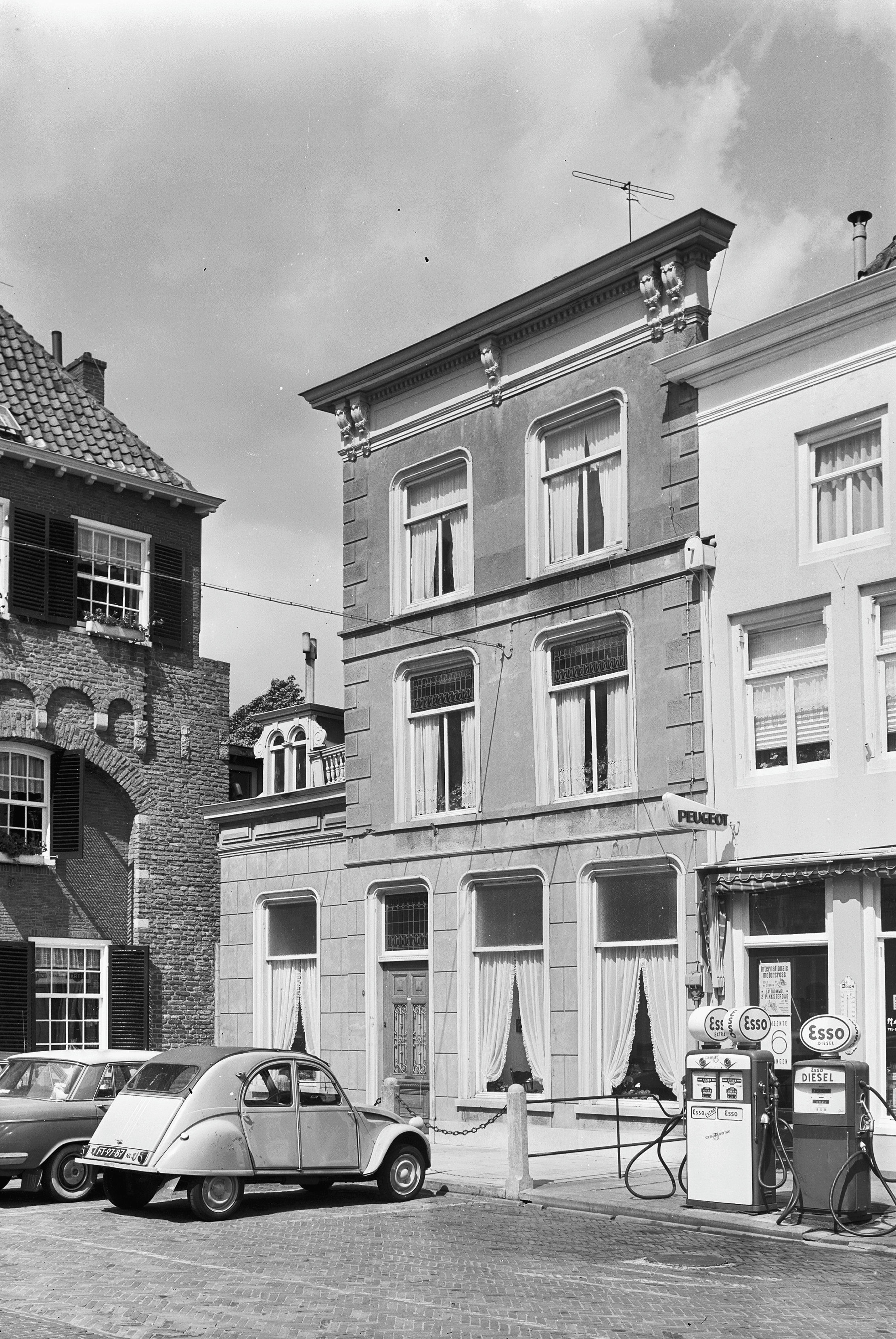
Een Esso benzinepomp in Zaltbommel, 1966

In 1949 werd de Esso Standard Refinery SA opgericht, waarin ook de Cie. Industrielle "Atlas" was opgenomen, die de toenmalige Antwerpse raffinaderij omvatte. In 1953 werd de Essoraffinaderij te Antwerpen in gebruik genomen, toen de modernste raffinaderij ter wereld. In 1959 werd ook te Rotterdam een raffinaderij in gebruik genomen: de Essoraffinaderij in het Botlekgebied.
In 1963 ging Esso deelnemen in de Gasunie en in hetzelfde jaar kwam een smeeroliemengbedrijf te Rotterdam gereed, in 1964 gevolgd door een aromatenfabriek. In 1965 werd Esso Chemie opgericht. Ondertussen had men in 1963 ook Latexfalt overgenomen, gevestigd te Koudekerk aan den Rijn. Dit bedrijf levert bitumenproducten voor de wegenbouw, vloeren en daken. In 1967 werd de Esso Tankvaart Maatschappij opgericht.
In 1968 startte Esso Chemie op Rozenburg een fabriek voor stikstofkunstmeststoffen, met name ammoniak. Deze werd in 1984 overgenomen door Kemira. In 1972 werd te Schiedam Essochem Benelux BV opgericht. In 1977 werd te Rotterdam begonnen met de bouw van een fabriek voor weekmakers. Later ging Essochem weer op in Esso Chemie, gevestigd te Schiedam.
In 1983 arriveerde de eerste Noordzee-olie te Rotterdam. In 1986 werd de solventenfabriek in Antwerpen uitgebreid van 360 naar 550 kton/jaar en in 1988 verder naar 600 kton/jaar. Ook in 1986 kwam de Flexicoker op het terrein van de Rotterdamse raffinaderij gereed. In 1987 werd het hoofdkantoor van Esso Nederland te Breda geopend. De chemiebedrijven veranderden opnieuw van naam: Exxon Chemicals. In 1988 werd de polyethyleenfabriek te Meerhout uitgebreid en in 1989 werd aangekondigd om een alkylatenfabriek te Antwerpen en een ftaalzuuranhydridefabriek te Rotterdam te bouwen.

### ExxonMobil
In 1999 fuseerde Esso (Standard Oil of New Jersey) met Mobil Oil (Standard Oil of New York) tot ExxonMobil. Naar dit artikel wordt verwezen voor de geschiedenis van Esso vanaf genoemd jaar tot heden.

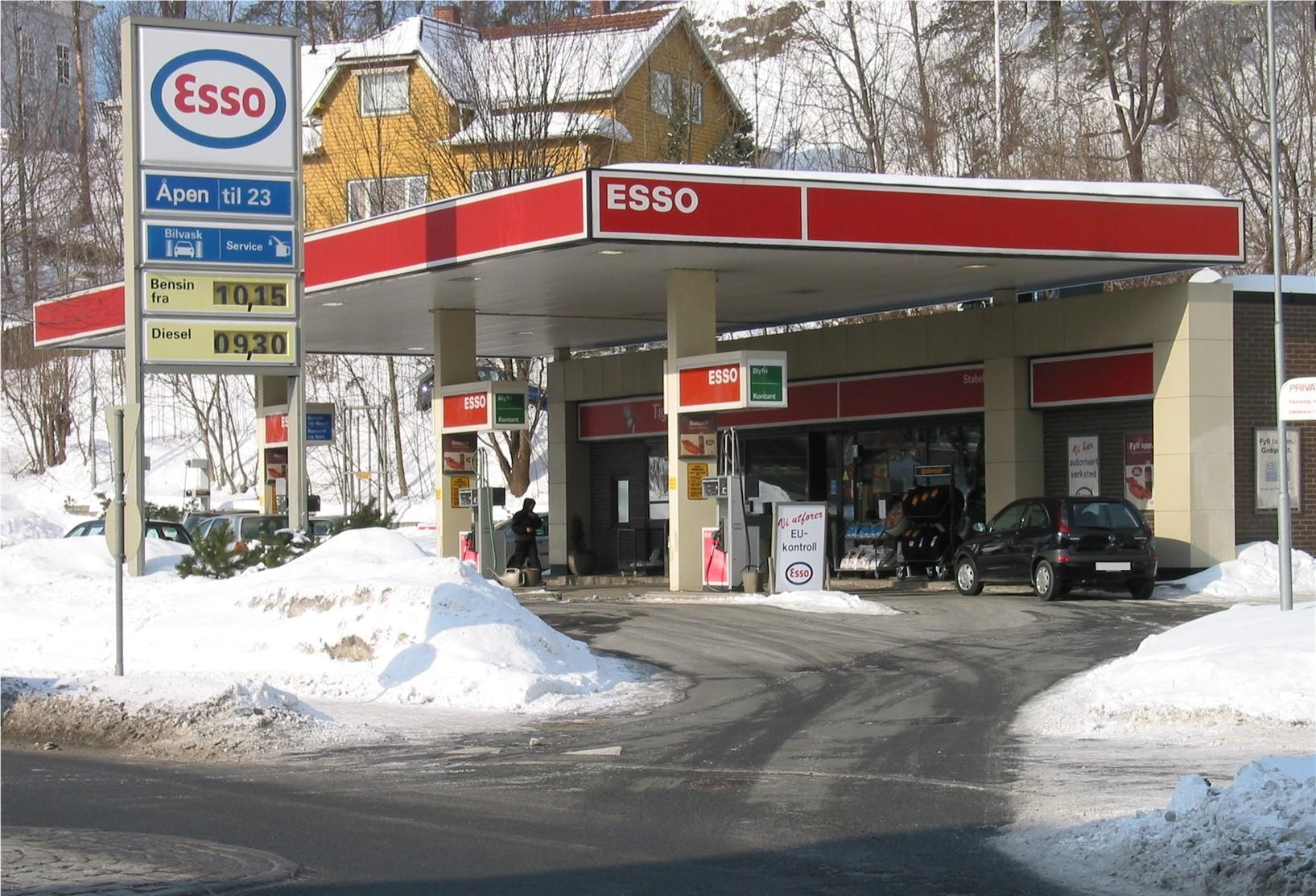
Een Esso tankstation in Noorwegen

## Esso en Exxon
Omdat ook voorgangers van andere oliemaatschappijen in het verleden deel uitmaakten van Standard Oil, is het gebruik van het merk Esso altijd omstreden geweest, en heeft tot verscheidene rechtszaken geleid.
In de Verenigde Staten werd in 1973 het merk Esso grotendeels vervangen door het nieuwe merk Exxon, maar Esso wordt nog steeds veel gebruikt in de rest van de wereld. Tegenwoordig gebruikt Exxon Mobil voornamelijk de merknamen Mobil en Esso, terwijl Exxon alleen nog in delen van de Verenigde Staten wordt gebruikt.

## Reclame

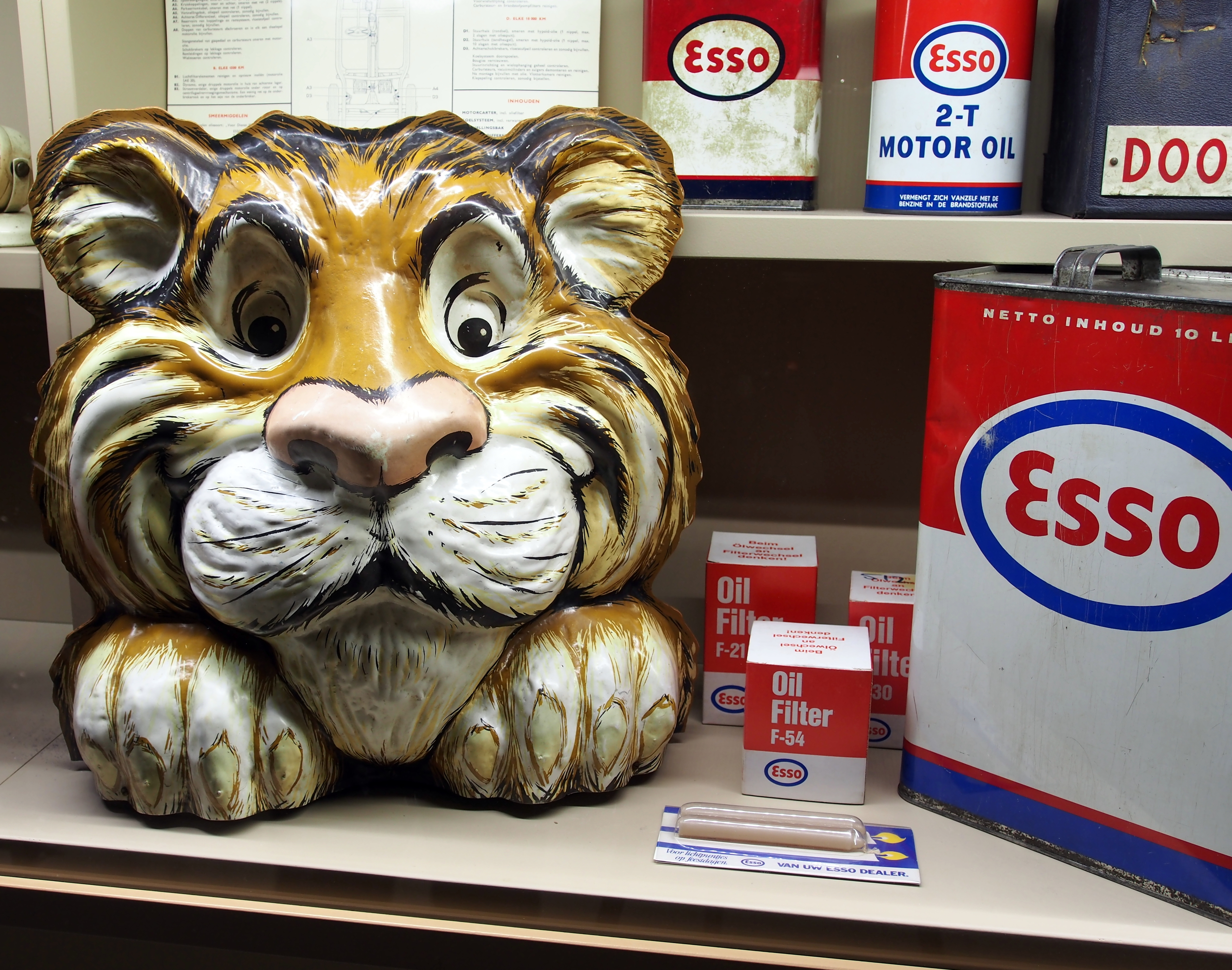
Reclameprodukten van Esso met een cartoontijger

De slagzin met de bekende Esso-tijger ('Stop een tijger in uw tank' in Nederland, '...in uw motor' in België) verscheen in 1967 en werd voor het eerst gebruikt voor de dochteronderneming Oklahoma Oil Company. Deze slagzin van Esso werd een van de meest succesvolle reclameslogans wereldwijd.
Reeds eerder hadden verschillende Esso-ondernemingen het beeld van een tijger gebruikt. Dit gebeurde voor het eerst in Noorwegen, waar aan het begin van de 20e eeuw het beeld van een springende tijger werd gebruikt. Omstreeks 1930 gebruikte ook Anglo-American Oil Company, een Britse dochteronderneming, tekeningen van tijgers in advertenties. Tijdens de Tweede Wereldoorlog verdween dit beeld van de tijger en het dook pas in 1953 weer op. Dit Britse voorbeeld kreeg navolging over heel de wereld, ook in Nederland. Het beeld van een cartoontijger werd eind jaren 1960 voor het eerst gebruikt door de Amerikaanse dochteronderneming Humble Oil & Refining Company. In 1973, tijdens de oliecrisis, werd teruggegrepen naar het beeld van een tijger als fel roofdier. Dit beeld was al gebruikt in een Australische campagne in 1962.
Agip (Eni) · Aral · Argos Oil · AVIA · BP · Esso · Gulf Oil · IQ-Diskont · JET · LUKoil · MOL · OCTA+ · OK Nederland · OMV · Orlen · Q8 · Repsol · Shell · Statoil · Tamoil · Texaco · Total

Onbemande tankstations in België en Nederland: AVIA Xpress · amiGo · DATS 24 · Esso Express · Firezone · OK Express · Q8 Easy · Shell Express · Tamoil Express · Tango · Tinq · Total Express